# Cantó de Vaulx-en-Velin
El cantó de Vaulx-en-Velin és una antiga divisió administrativa francesa del departament del Roine, situat al districte de Lió. Compta amb el municipi de Vaulx-en-Velin. Va existir de 1982 a 2014.

## Municipis
- Vaulx-en-Velin

| Data d'elecció | Identitat        | Partit | Qualitat |
| -------------- | ---------------- | ------ | -------- |
| 1982-1985      | Jean Capiévic    | PCF    |          |
| 1985-1992      | Jean-Claude Cret | RPR    |          |
| 1992-2004      | Maurice Charrier | PCF    |          |
| 2004-2012      | Hélène Geoffroy  | PS     |          |
| 2012-2014      | Stéphane Gomez   | PS     |          |